# Microsoft Vizact
 (février 2022).
Si vous disposez d'ouvrages ou d'articles de référence ou si vous connaissez des sites web de qualité traitant du thème abordé ici, merci de compléter l'article en donnant les références utiles à sa vérifiabilité et en les liant à la section « Notes et références ».
Microsoft Vizact 2000 est un programme abandonné qui permettait la création de documents interactifs en utilisant HTML + TIME, en ajoutant des effets tels des animations. Il permettait aux utilisateurs de créer des pages web dynamiques. Il a été précédé par Liquid Motion. Vizact 2000 a été « la première application d’activation de documents » selon Microsoft. Le développement de Vizact 2000 a pris fin en raison de son impopularité. Il a été interrompu le 1er avril 2000.

« Vizact aide à résoudre ce problème en donnant aux utilisateurs d’Office la possibilité de créer des documents qui exploitent la nature dynamique du Web, sans avoir à être des auteurs Web ou des programmeurs. »

Karl Jacob, chef d’unité produit du groupe d’activation de documents de Microsoft
Vizact 2000 est confronté à un problème d’exécution sur Windows 2000 avec SP2 ou version ultérieure en raison du conflit juridique d'octobre 1997 entre Sun et Microsoft pour avoir incomplètement implémenté la norme Java 1.1 puis du retrait progressif à partir de janvier 2001 de la machine virtuelle Java de Microsoft dans Windows 2000 SP2 et version ultérieure.